# Венецианов, Алексей Гаврилович
Алексе́й Гаври́лович Венециа́нов (7 [18] февраля 1780, Москва — 4 [16] декабря 1847, село Поддубье, Тверская губерния) — русский живописец и график, один из наиболее значительных художников александровской и николаевской эпох, создавший на стыке академического классицизма и романтического мировоззрения оригинальную манеру изображения крестьянского быта; наставник многочисленной группы учеников, известной в историографии под его именем — школы Венецианова. Академик Императорской Академии художеств в Санкт-Петербурге (с 1811; ассоциированный член — «назначенный» с этого же года), живописец двора Его Императорского Величества (с 1830).

## Биография
Род Венециановых происходил из Греции, где их семью именовали Михапуло-Проко или Фармаки-Проко. Прадед художника Фёдор Проко с женой Анджелой и сыном Георгием приехали в Россию в 1730—1740 годах (возможно, из-за прихода Турции) и поселились в городе Нежин Черниговской губернии. Там и получили прозвище Венециано (по государственной принадлежности), позднее превратившееся в фамилию «Венецианов».
Алексей Венецианов родился 7 (18) февраля 1780 в Москве. Отец Гаврила Юрьевич 2-й гильдии купец, мать Анна Лукинична (в девичестве Калинина, дочь московского купца Лукьяна Абрамовича Калинина). Семья А. Г. Венецианова занималась торговлей, продавала кусты смородины, луковицы тюльпанов, а также картины. Алексей учился живописи, минуя Императорскую Академию художеств, сначала самостоятельно, пользуясь советами В. Л. Боровиковского. В молодости писал лирические портреты — матери (1802), А. И. Бибикова (1805), М. А. Фонвизина (1812).
С 1807 года служил в Петербурге чиновником: землемером при лесном ведомстве.
В 1811 году Венецианов получил звание «назначенного в академики», а затем академика Императорской Академии художеств за представленный им портрет инспектора Воспитательного училища Академии К. И. Головачевского с учениками.

Определение Совета Академии художеств

февраля 25 дня 1811
<…>
Пункт II: служащий при Лесном департаменте землемером Алексей Гаврилов Венецианов, по представленному им живописному собственному портрету, определяется в Назначенные; программою же ему на звание Академика задаётся написать портрет с г. инспектора Кириллы Ивановича Головачевского.
Протоколист:
Скворцов
На обороте: Избран в Академики 1811 года сентября 1 дня.

Во время Отечественной войны 1812 года совместно с Иваном Теребенёвым создавал карикатуры на французов и дворян-галломанов. Писал также жанровые сцены из дворянской и мещанской жизни. Был членом Общества поощрения художников.
В 1819 году оставил службу и поселился с семьёй — женой Марфой Афанасьевной и двумя дочерьми, Александрой и Фелицатой, — в деревне Сафонково Тверской губернии, посвятив свои усилия разработке «крестьянского жанра». Там же организовал собственную художественную школу, в которой прошли обучение рисунку и живописи свыше семидесяти мальчиков, в том числе семь из крепостного сословия. В их судьбе деятельное участие принимал В. А. Жуковский, многих Венецианов брал на собственное содержание. Работы учеников Венецианов выставлял вместе со своими на академических выставках. Некоторые ученики занимались непосредственно в классах Академии. Школа не имела официального статуса, но роль Венецианова в истории искусства столь значительна, что это название стало общепринятым.
Среди учеников А. Г. Венецианова был и талантливый живописец Григорий Сорока, крепостной помещика Н. П. Милюкова, готовившего Сороке участь садовника. Из-за невыносимого гнёта крепостной жизни Григорий Сорока покончил с собой.
В 1830 году Венецианов получил звание придворного живописца. Венецианов регулярно показывал свои картины на академических выставках. Соединение точности моделировки формы, жизненности деталей и идеализации с некоторой сентиментальностью образов имело большой успех. Картины приобретал император для собраний Академии и Эрмитажа. Однако место профессора в Академии художеств Венецианов так и не получил.
Согласно официальной версии, Венецианов погиб в результате несчастного случая; высунувшись из кибитки, он на скорости ударился головой о верстовой столб. Случилось это во время поездки по дороге в Тверь 4 (16) декабря 1847 году в селе Поддубье Тверской губернии. Версия о том, что Венецианов был убит своими крепостными — роднёй девушек, служивших ему «моделями», — не собрала достаточных доказательств.
Похоронен на сельском кладбище деревни Дубровское (ныне Венецианово) в Удомельском районе Тверской области.

## Творчество
На звание академика Венецианову было предложено написать портрет инспектора Воспитательного училища Академии К. И. Головачевского. А. Г. Венецианов изобразил его в окружении трёх мальчиков, символизировавших союз «трёх знатнейших художеств»: живописи, скульптуры и архитектуры. Портрет также олицетворял единство старой Академии (К. Головачевский, будучи соучеником А. П. Лосенко, считался патриархом Академии) с новой, «пореформенной». Кисти Венецианова принадлежит портретная галерея его современников: художник писал Н. В. Гоголя (1834), В. П. Кочубея (1830-е годы), Н. М. Карамзина (1828).
В 1808 году А. Венецианов издавал «Журнал карикатур», который вскоре был запрещён цензурой. Журнал составляли гравированные листы: «Аллегорическое изображение двенадцати месяцев», «Катание на санях», «Вельможа». Сатирическое изображение влиятельного сановника, как полагают, и вызвало гнев Александра I.
Однако наибольшую известность А. Г. Венецианову принесли созданные им образы крестьян. Картины «Жнецы», «Спящий пастушок», «Захарка» уже почти два столетия своей свежестью и искренностью привлекают внимание зрителя.

 В этот период, после победы России в Отечественной войне 1812 года, русское искусство переживало подъём национально-романтического движения, затронувшего даже Императорскую Академию художеств. Своеобразие этого движения заключалось в органичном соединении норм академического классицизма и романтического художественного мышления. В провинции стремления художников соединить формы и жанры, выработанные западноевропейским искусством, с национальным мироощущением проявлялись ещё сильнее. Алексей Венецианов оказался тем художником, которому удалось это сделать ярче и яснее других.
Исследователи отмечают также связи русских художников того времени с эстетикой западноевропейского бидермайера. При всех различиях историко-культурных условий и национальных традиций, общими были идеи противостояния салонному, эклектичному академизму и официальному столичному ампиру. Венецианов дружил с живописцем немецкого бидермайера Францем Крюгером, периодически работавшим при Императорском дворе в Санкт-Петербурге. А когда в 1821 году французский живописец Ф. М. Гране преподнёс один из вариантов картины «Внутренний вид хоров в церкви капуцинского монастыря на площади Барберини в Риме» (1818) в дар российскому императору Александру I, поместившему её в картинную галерею Императорского Эрмитажа, Венецианов, изучая картину, был настолько поражён эффектной передачей перспективы и светотени, что решил использовать похожий эффект линейной перспективы в своей картине на крестьянскую тему «Гумно» (1823—1824), мечтая «быть в Эрмитаже на одной стене с Гранетом», и даже написал теоретическую статью «Нечто о перспективе».
Для создания картины Венецианов в своём имении в бревенчатой избе выпилил стену, чтобы показать всё пространство, и рассадил крестьян в нужных ему позах. Как писал сам художник, «чтобы более утвердиться в пути, который… состоит на твёрдом основании перспективы и подробнейшем внимании натуры».
В 1830-е годы Венецианов обратился к повествовательному жанру, посвящённому крестьянскому быту. К этому периоду относятся работы: «Проводы рекрута» (конец 1830-х годов, Павловский музей-заповедник) и «Возвращение солдата» (конец 1830-х годов, Русский музей).
Венецианов также писал иконы для Собора всех учебных заведений (Смольного собора), для церкви Обуховской градской больницы. В последний год жизни художник работал над иконами для церкви пансиона дворянского юношества в Твери. Работал также в технике пастели по бумаге и пергаменту и литографии.
А. Г. Венецианов — автор теоретических статей и заметок: «Секрет Липмановских картин», «Нечто о перспективе», «О системе преподавания в рисовальных классах».
Национально-романтический стиль, выработанный Венециановым, оказывал влияние на многие виды искусства. В 1817—1818 годах в Санкт-Петербурге издавался ежемесячный журнал «Волшебный фонарь» с гравюрами по рисункам Венецианова, представляющим «характерные типы», населяющие Российскую империю. По этим гравюрам на заводе Ф. Гарднера выполняли серии фарфоровых статуэток. Скульптор С. С. Пименов на Императорском фарфоровом заводе по оригиналам Венецианова создал фигуры знаменитого Гурьевского сервиза. В 1817 году в связи с работой над сервизом Пименов создал по мотивам картин Венецианова парные фигурки «Водоноски» и «Разносчика фруктов» — оригинальные и в то же время типичные произведения русского романтического классицизма первой трети XIX века. Влияние венециановского стиля сохранялось и в живописи начала XX века (в частности, в творчестве З. Е. Серебряковой и К. С. Петрова-Водкина).

## Известные ученики
- Аврорин, Василий Михайлович
- Алексеев, Александр Алексеевич
- Васильев, Алексей Александрович
- Венецианова, Александра Алексеевна (дочь)
- Зарянко, Сергей Константинович
- Зеленцов, Капитон Алексеевич
- Игин, Фёдор Иванович
- Крендовский, Евграф Фёдорович
- Крылов, Гурий Асафович
- Крылов, Никифор Степанович
- Михайлов, Григорий Карпович
- Мокрицкий, Аполлон Николаевич
- Плахов, Лавр Кузьмич
- Славянский, Фёдор Михайлович
- Сорока, Григорий Васильевич
- Тыранов, Алексей Васильевич
- Эрасси, Михаил Спиридонович

## Современники о А. Г. Венецианове
П. П. Свиньин. «Взгляд на новые отличные произведения художеств, находящиеся в С. Петербурге». 1824

 Наконец мы дождались художника, который прекрасный талант свой обратил на изображение одного отечественного, на представление предметов, его окружающих, близких его сердцу и нашему, — и совершенно успел в том. Картины, написанные г. Венециановым в сем роде, пленяют своею правдою, занимательны, любопытны не только для Русского, но и для самого иностранного любителя художеств…

В. И. Григорович. «О состоянии художеств в России». 1826

Венецианов известен как портретист и живописец сельского домашнего рода. Он много произвёл прекраснейших вещей сухими красками. Его произведения нравятся верностью и приятностью красок и чрезвычайной точностью исполнения света и тени. Лучшие и, можно сказать, отличнейшие в своём роде произведения его суть: внутренность гумна, спящий мужичок, деревенское утро, семейство за чаем.

## Галерея
- Гумно, 1821
- Спящий пастушок, 1823—24
- На пашне. Весна, 1820-е
- Захарка, 1825
- Портрет Н. М. Карамзина, 1828
- Гадание, 1842
- Девушка с гармошкой, 1840
- Встреча у колодца, 1843. Национальный музей искусств Азербайджана, Баку
- Девушка в платке

## Память
- В 1955 году была выпущена почтовая марка СССР, посвящённая Венецианову.
- В городе Вышний Волочёк Тверской области установлен памятник Венецианову. Авторы скульптор О. К. Комов и архитектор Комова.
- Парк имени А. Г. Венецианова в городе Удомля Тверской области; в парке установлен памятник-бюст художнику. Автор скульптуры — Е. А. Антонов.
- В Твери открыто художественное училище (сейчас — колледж); носит имя А. Г. Венецианова.
- Улицы, названные в честь художника, есть в Донецке, Львове и Москве.
- Близ деревни Поддубье, на месте гибели художника, стоят памятный крест и памятная доска. Крест установлен в год его гибели, несколько раз менялся.

- Фигурки «народные типы» и «Водоноска» (1817) по модели С. С. Пименова
- Почтовая марка СССР, 1955 год
- Картина «Жнецы» на почтовой марке СССР, 1968 года
- Картина «Вот - те батькин обед!» на почтовой марке СССР, 1973 года
- Картина «На жатве. Лето» на почтовой марке СССР, 1979 года